# Hyponerita interna
Hyponerita interna là một loài bướm đêm thuộc phân họ Arctiinae, họ Erebidae.